# Chrysochir aureus
Chrysochir aureus es una especie de pez de la familia Sciaenidae en el orden de los Perciformes.

## Morfología
• Los machos pueden llegar alcanzar los 30 cm de longitud total.

## Alimentación
Come crustáceos pequeños.

## Hábitat
Es un pez de clima tropical y bentopelágico.

## Distribución geográfica
Se encuentra desde el sureste de la India y Sri Lanka hasta el sur de la China.

## Uso comercial
Se comercializa fresco y en salazón.

## Observaciones
Es inofensivo para los humanos.